# Діброва (Прилуцький район)
Дібро́ва — село в Чернігівській області України. За адміністративним поділом до липня 2020 року село входило до Талалаївського району, а після укрупнення районів входить до Прилуцького району. Входить до складу Талалаївської селищної громади. Населення — 52 особи, площа — 0,336 км².

## Історія
Є на мапі 1869 року як хутір без назви.
У документах за 1859 рік село не згадується, хоча, ймовірно, вже існувало, судячи з кількості дворів та жителів у 1886 році — 20 дворів козаків, 5 дворів селян-власників, 27 хат, 123 жителя. Село входило до Березівської волості 2-го стану Прилуцького повіту Полтавської губернії.
1910 року — 30 господарств, з них козаків — 25, селян — 5, налічувалось 208 жителів, у тому числі 2 кравці, 1 швець, 5
ткачів, 1 поденник, 27 займалися іншими неземлеробськими заняттями, все інше доросле населення займалося землеробством. Була 171 десятина придатної землі.
З приходом радянської влади, у 1923 року село відійшло до Роменської округи УСРР.

### В складі України
З 1991 року село у складі України. У 1996 році в селі було 28 дворів, мешкало 57 жителів.
До 2020 року було підпорядковане Чернецькій сільській раді.